# Sarrasine
Pour les articles homonymes, voir Sarrasin.
Sarrasine est une nouvelle d’Honoré de Balzac, publiée pour la première fois dans la Revue de Paris en 1830 et reprise en volume en 1831, dans le tome II des Romans et contes philosophiques, aux éditions Charles Gosselin. Elle est constituée de deux récits, un récit cadre et un récit enchâssé. La nouvelle est incluse en 1835 dans les Scènes de la vie parisienne de La Comédie humaine.
Cette nouvelle est dédiée à son ami et romancier Charles de Bernard du Grail.

## Résumé

### Le récit cadre
Le narrateur participe en compagnie de Béatrix de Rochefide, une jeune veuve, à un bal somptueux donné par la riche famille de Lanty. La bonne société parisienne s'interroge sur l'origine mystérieuse de son immense fortune et sur un personnage énigmatique hébergé à l'hôtel de Lanty. Les plus folles spéculations courent au sujet de ce petit vieillard très âgé, traité par la famille avec de grands égards. Se pourrait-il qu'il soit Gagliostro ou le comte de Saint-Germain ? ou plus simplement celui dont dépend financièrement la maison Lanty ? Apparaissant brusquement au milieu de la fête, il effraie la jeune comtesse par son aspect fantasmagorique dû à une extrême maigreur et au rictus goguenard imprimé sur ses lèvres. Intriguée par ce « spectre » à la coquetterie féminine surannée, elle touche le vieillard dont le cri alerte les Lanty. Embarrassés, les deux amis se réfugient dans un boudoir où ils admirent une toile de Girodet représentant Adonis. Désireux d'obtenir un rendez-vous amoureux, le narrateur propose à sa jeune compagne de lui raconter le lendemain chez elle l'histoire de ce personnage et de la passion violente qu'il a inspirée à un jeune Français, Ernest-Jean Sarrasine.
Quand le récit cadre reprend pour la conclusion de cette histoire fantastique, la jeune femme apprend que madame de Lanty est la nièce de ce vieil homme et que son immense fortune lui vient de ce castrat qui a su monnayer sa voix exceptionnelle sur les scènes d'opéra et son corps d'adolescent androgyne auprès d'un cardinal de l'Église romaine. Cette révélation provoque une intense réaction émotionnelle chez madame de Rochefide, qui se refuse au désir du jeune narrateur comme le castrat s'est lui-même effrayé du désir du jeune Sarrasine.

### Le récit enchâssé
Le récit enchâssé est l'histoire d'une méprise, d'une illusion amoureuse, un jeune homme s'éprenant passionnément d'un castrat, dont l'apparence est celle d'une femme d'une grande beauté : « Être aimé d'elle ou mourir ! tel est l'arrêt que Sarrasine porta sur lui-même. » 
Ernest-Jean Sarrasine est confié de bonne heure aux Jésuites par son père, un magistrat fortuné, mais son caractère turbulent le fait chasser du collège. « Il ne voulait étudier qu’à sa guise et restait parfois des heures entières plongé dans de confuses méditations [...]. » Fuyant la malédiction paternelle, il trouve refuge à Paris dans l'atelier d'Edmé Bouchardon, un sculpteur célèbre au XVIIIe siècle, qui le prend en affection. Il se consacre dès lors avec fougue à la sculpture et, ayant obtenu un prix, il part étudier « dans la patrie des arts » au grand désarroi de son père de substitution : « Ce ne fut pas sans une profonde douleur que le sculpteur du roi vit partir pour l'Italie un jeune homme dont, par principe, il avait entretenu l'ignorance profonde sur les choses de la vie.» 
Un soir, entré dans un théâtre où se pressait une foule de spectateurs, il est foudroyé par une folle passion amoureuse pour la prima donna, la Zambinella, une femme à la voix d'ange. Sa beauté idéale stupéfie le jeune sculpteur : « C'était plus qu'une femme, c'était un chef-d'œuvre !». Le matin, Sarrasine la dessine et la pétrit dans la glaise et le soir, il assiste assidûment aux représentations. S'étant aperçus de la passion du jeune homme, les chanteurs et les chanteuses de la troupe incitent Zambinella à lui tendre un piège. Une œillade de la jeune femme le convainc qu'il est aimé. Il se laisse conduire dans le palais du Cardinal Cicognara où la troupe l'accueille joyeusement. Les déclarations de son amour ardent effrayent la Zambinella qui tente, sans succès, de le détromper : « Si je n'étais pas une femme ? [...]. » Mais rien ne peut apaiser cette passion amoureuse frénétique.
Invité un soir par l'ambassadeur de France à assister à un concert de la Zambinella, Sarrasine apprend son terrible secret, de la bouche même de son premier mentor, le prince Chigi : la Zambinella n'est pas une femme, mais un castrat, un chanteur qui a subi la castration afin qu'il conserve sa voix enfantine aiguë pour chanter les rôles féminins sur les scènes des États du Pape. Persuadé que le cardinal Cicognara, son « protecteur », trompe le pape et bien décidé à apprendre la vérité de la bouche même de celle qu'il aime, Sarrasine organise son enlèvement. Apprenant qu'il a été abusé pour plaire aux camarades de théâtre du chanteur qui voulaient se moquer du jeune Français, il brandit son épée pour le tuer. Il en est empêché par l'arrivée des sbires du cardinal Cicognara. Sarrasine meurt sous les coups de leurs stylets.
Balzac traite ici d’un sujet qu’il a déjà abordé dans Gambara et qu’il creusera dans Massimilla Doni : la musique, l’art lyrique et, surtout, la création artistique, ses affres, ses malheurs, ses douleurs. Créer est douloureux, inhumain parfois (la castration), mais la douleur est partie intégrante de la création. C’est parce qu’il souffre que Sarrasine réussit son œuvre la plus spectaculaire : la représentation de Zambinella, le castrat.
« Le récit de Balzac est fascinant et sa lecture captivante, comme une sorte de roman policier dont la clé de l’énigme serait le rien, puisque tout le récit est suspendu au dévoilement paradoxal du sexe du castrat, par un jeu subtil d’allusions, d’ambivalences, de fausses pistes en lesquelles l’auteur s’entend à merveille à égarer son lecteur. Ainsi le lecteur se trouve-t-il par rapport à l’identité ambiguë de Zambinella dans la même relation de fascination que celle, cette fois amoureuse, qui définit l’attitude de Sarrasine. Il n’est donc pas étonnant que la nouvelle de Balzac ait suscité de nombreux commentaires [...]. »  ( Balzac Sarrasine (1830) Jacques Darriulat ).

## Études surSarrasine

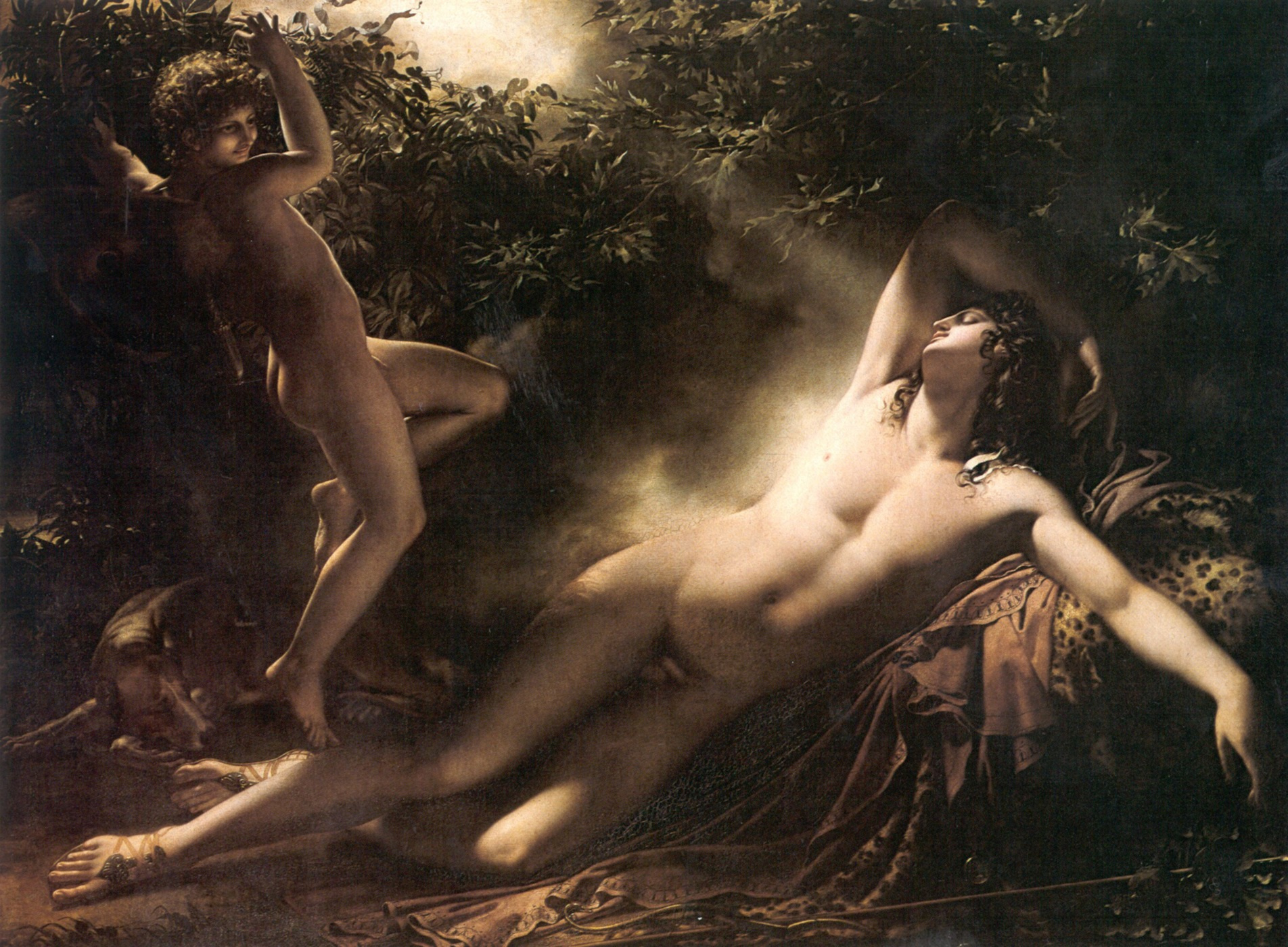
Girodet, Le Sommeil d’Endymion.
Un être si parfait existe-t-il ?

Longtemps méconnu, Sarrasine a été mis en valeur par Georges Bataille en 1957 dans l'avant-propos de son roman Le Bleu du ciel, où il place le texte de Balzac, orthographié Sarrazine [sic], au sommet de la littérature avec L'Idiot de Fiodor Dostoïevski et À la recherche du temps perdu de Marcel Proust, ainsi que d'autres grands classiques. Dix ans plus tard, c'est au psychanalyste freudien Jean Reboul que l'on doit une redécouverte du texte.

### Roland Barthes
En s'appuyant sur ces deux sources qu'il cite lui-même,, Roland Barthes a produit en 1970 une analyse intitulée S/Z, qu'il présente comme « une méthode de lecture qui amène à la pluralisation de la critique, à l'analyse structurale du récit, à la science du texte, à la fissuration du savoir dissertatif, l'ensemble de ces activités prenant place dans l'édification collective d'une théorie libératoire du Signifiant ». Ainsi que Barthes l'avait bien vu, Balzac attachait une valeur particulière à la lettre Z, qui est au centre de son patronyme. Ainsi, dans les premières pages de la nouvelle Z. Marcas : « Ne voyez-vous pas dans la construction du Z une allure contrariée ? ne figure-t-elle pas le zigzag aléatoire et fantasque d’une vie tourmentée? » Comme le fait observer Roland Barthes, « Z est la lettre de la mutilation […] de la déviance » et « Sarrasine contemple en Zambinella sa propre castration ».
La démarche de Barthes a été critiquée par Pierre Citron pour qui, « outre son éloignement du texte initial au profit d'une méthodologie jargonnante, on peut reprocher à Barthes d'avoir évacué le contexte de l'œuvre et son rapport avec la vie de l'auteur dans le moment où elle a été écrite et d'avoir initié des fausses pistes de lecture ». Pierre Barbéris n'a pas apprécié non plus que Barthes détache le texte du contexte de vie de l'auteur : « On n’écrit pas Sarrasine, dans les époques heureuses ou simplement équilibrées […] ». Il considère en effet que, pour bien comprendre le sens du texte de Balzac, il faut en connaitre la portée politique : « Le texte s’inscrit dans une poussée “philosophique” et “fantastique” à signification clairement sociopolitique (les fortunes, la fausse vie, la vie absurde, Paris et ses mystères, la société jugée, etc.) qui est de la plus haute importance quelques mois après la monarchie de Juillet. »

### Michel Serres
En 1987, Michel Serres publie à son tour une analyse de ce récit où foisonnent les symboles. Le philosophe montre que l'opposition entre la stabilité de la statue et la fluidité de la musique — les deux grands arts au centre de ce récit — est renforcée par de nombreux jeux d'oppositions et de symétrie, dont la plus évidente est le rapport, déjà mis en évidence par l'analyse de Roland Barthes, entre les lettres initiales des deux protagonistes, Sarrasine et Zambinella : « Sarrasine s'oppose à Zambinella comme le S au Z, certes. Mais le nom de [Zambinella] signifie, ôté le Z, les deux en elle. Elle n'incarne pas le manque mais le plein. Elle incarne le plein plus le manque. »
Dans son analyse, Serres s'attache surtout à la profusion de richesses dans laquelle baigne la famille Lanty, qui parle cinq langues, joint le talent à la beauté et pratique l'inclusion plutôt que l'exclusion : « Sarrasine ressuscite Hermaphrodite comme champion de l'inclusion et condition de l'œuvre, née de la plénitude additionnelle du sens. » Il en conclut que ce récit est une méditation sur l'altérité, en jouant sur la thématique du double et du miroir, thématique qui se traduit aussi dans la structure narrative : celle-ci, en effet, se dédouble en deux masses de récit équivalentes orientées en sens contraire dans l'espace et dans le temps, provoquant des retournements énantiomorphes, au moyen desquels la littérature rivalise avec la musique et la sculpture. Cette volonté de Balzac de rivaliser avec d'autres arts se présente également avec la peinture, comme le montre l'analyse que fait Albert Béguin de La Fille aux yeux d'or.

### Diana Knight
Tout en prenant comme fil directeur l'analyse de Barthes, qu'elle trouve convaincante, Diana Knight s'intéresse surtout à la façon dont Balzac décrit l'investissement érotique de l'artiste dans sa création artistique, en le comparant à sa relation avec son sujet humain. Selon elle, on y retrouve le schéma classique de l'opposition entre prostitution et mariage. Ainsi, le mythe de Pygmalion, qui est au centre de la plupart des récits balzaciens consacrés aux arts plastiques, assimile le désir créateur avec la représentation mimétique et confère à l'art le pouvoir paradoxal de transformer une prostituée de pierre en une chaste et fidèle épouse.

## Artistes cités
- Le sculpteur Edmé Bouchardon, comme maître du jeune Sarrasine à Paris.
- Le peintre du XVIIIe siècle Joseph-Marie Vien, pour un tableau d’Adonis, œuvre de fiction.
- Le peintre néoclassique Girodet-Trioson, pour son tableau Le Sommeil d’Endymion, musée du Louvre (Paris).
- Le peintre franco-anglais actif à la fin du XVIIIe siècle et au début du XIXe siècle, Philippe-Jacques de Loutherbourg, évoqué, sous le nom de Lauterbourg, comme ami de Sarrasine.
- Le sculpteur du XVIIIe siècle Christophe-Gabriel Allegrain, lui aussi évoqué comme ami.
- Comparaison à l'intérêt de curiosité des romans de l'anglaise Anne Radcliffe.

## Versions publiées
- Honoré de Balzac, Œuvres illustrées de Balzac par MM. Tony Johannot, Staal, Bertall, E. Lampsonius, H. Monnier, Daumier, Meissonier, etc. : Sarrasine, Paris, Marescq et Cie, 1851 (lire en ligne)
- Honoré de Balzac - Sarrasine, Paris, Allia, 2000 (2e éd.) 61 p.  (ISBN 2-904235-17-5)